# Le Vol d'Icare (Parc Astérix)
Cet article concerne le parcours de montagnes russes du parc Astérix. Pour le roman de Raymond Queneau, voir Le Vol d'Icare.
Le Vol d'Icare  est un parcours de montagnes russes en métal de Zierer, modèle Hornet situé dans le parc à thème français Parc Astérix à Plailly, dans l'Oise.
Ces montagnes russes ayant une capacité de 1 150 personnes par heure occupent une superficie de 54 m x 35 m. Cinq trains peuvent évoluer sur le parcours. Ceux-ci, propulsés par des lift à pneus, sont composés de deux wagons de deux rangées de deux places sécurisés par des Lap bar. La coque des trains imite l'osier tressé et est garnie de deux ailes.
Le nom de l'attraction fait référence au mythe d'Icare qui vola avec des ailes composées de plumes et de cire dans la mythologie grecque. S'approchant trop près du soleil, la cire fondit et Icare s'abîma dans la mer.
La file d'attente — avec son aspect de labyrinthe, référence au mythe — a été construite pour ressembler au palais de Knossos.
Fin 2016, une partie de la structure de l'attraction est démontée afin de remettre les rails à neuf pour la saison 2017.